# Hyoscine butylbromide
Hyoscine butylbromide, hay còn được gọi là scopolamine butylbromide  và được bán dưới tên thương hiệu Buscopan, là một loại thuốc dùng để điều trị đau bụng dữ dội, co thắt thực quản, đau bụng, và co thắt bàng quang. Thuốc này cũng được sử dụng để cải thiện tiết dịch đường hô hấp vào cuối đời. Hyoscine butylbromide có thể được đưa vào cơ thể qua đường miệng, tiêm vào cơ bắp, hoặc vào tĩnh mạch.
Các tác dụng phụ có thể bao gồm buồn ngủ, thay đổi thị lực, khô miệng, nhịp tim nhanh, kích thích bệnh tăng nhãn áp và dị ứng nghiêm trọng. Tác dụng phụ buồn ngủ thường không phổ biến. Vẫn chưa rõ liệu sử dụng thuốc có an toàn trong thai kỳ hay không. Những người có vấn đề về tim cần quan tâm nhiều hơn về thuốc. Đây là một yếu tố kháng choline, và không gây ảnh hưởng nhiều lên não.
Hyoscine butylbromide nằm trong danh sách các loại thuốc thiết yếu của Tổ chức Y tế Thế giới, tức là nhóm các loại thuốc hiệu quả và an toàn nhất cần thiết trong một hệ thống y tế. Chúng không có sẵn ở Hoa Kỳ, và một hợp chất methscopolamine tương tự có thể được sử dụng để thay thế. Chi phí bán buôn ở các nước đang phát triển là từ 0,004 đến 0,11 USD/viên tính đến năm 2014. Thuốc này được sản xuất từ hyoscine xuất hiện tự nhiên trong cây Atropa belladonna với độc tố chết người.